# Hans Curman
Hans Curman, född 27 juli 1910 i Stockholm, död 5 juni 1977, var en svensk barn- och ungdomspsykiater. Han var far till Peter Curman.
Curman, som var son till riksantikvarie Sigurd Curman och Signhild Gödecke, avlade studentexamen i Stockholm 1930, blev medicine kandidat i Stockholm 1935, medicine licentiat där 1940 och medicine doktor där 1975. Han var specialist i pediatrik och barnpsykiatri. Han var vikarierande underläkare på Kronprinsessan Lovisas barnsjukhus 1941, vid medicinska tuberkulosavdelningen på Sankt Görans sjukhus 1942, extra läkare på medicinska garnisonsavdelningen på Karolinska sjukhuset 1942–1943, på Stockholms epidemisjukhus 1943–1944, vikarierande underläkare på Kronprinsessan Lovisas barnsjukhus 1944–1946, vid psykiatriska kliniken på Karolinska sjukhuset 1946–1947 och överläkare vid Stockholms stads psykiska barna- och ungdomsvård (PBU) från 1948. Han var även konsulterande läkare vid Skrubba skol- och yrkeshem och Eolshälls pojkhem 1947–1948, läkare vid Ericastiftelsen 1947–1950 och extra biträdande läkare vid Stockholms stads rådgivningsbyrå för uppfostringsfrågor 1947–1951. Han var sekreterare i Svenska föreningen för psykisk hälsovård 1951–1960 och vice ordförande från 1961. Han skrev vetenskapliga artiklar och mentalhygieniska upplysningsskrifter.